# Garnet Bailey
Garnet Edward "Ace" Bailey (13 de junio de 1948-11 de septiembre de 2001) fue un canadiense profesional de hockey sobre hielo. Jugador y explorador que fue miembro de la Stanley Cup y la Copa Memorial equipos ganadores. Murió a los 53 años cuando él iba en el Vuelo 175 de United Airlines, que se estrelló contra la Torre Sur del World Trade Center, a las 9:02:59, en la ciudad de Nueva York durante los atentados del 11 de septiembre.

## Muerte y legado
Bailey murió a los 53 años cuando el avión en el que viajaba, en el Vuelo 175 de United Airlines, se estrelló contra la Torre Sur del World Trade Center, a las 9:02:59, en la ciudad de Nueva York durante los atentados del 11S. En el momento de su muerte, Bailey estaba viviendo en Lynnfield, Massachusetts y trabajando como director de programas de exploración para el equipo de hockey Los Angeles Kings. Bailey y los otros 175 pasajeros del vuelo Marcar Bavis se mencionan en la sede en Boston, Dropkick Murphys canción "Tu espíritu está vivo". Denis Leary llevaba un memorial Bailey camiseta como el personaje Tommy Gavin en la temporada 1 episodio de "Immortal" y el cuarto episodio de la temporada "Pussified" en la serie de televisión Rescue Me. En su memoria, el Los Angeles Kings llamaron a su nueva mascota "Bailey". La familia de Bailey fundó la Fundación de Ace Bailey niños en su honor y memoria. La fundación recauda fondos para beneficiar a niños hospitalizados, los niños y sus familias.
En el National September 11 Memorial & Museum, Bailey es conmemorado en la piscina del Sur, en el panel S-3. Después de que el Los Angeles Kings ganaron la Copa Stanley 2012, David Krasne, un ventilador de Reyes en la Ciudad de Nueva York, puso una Copa Stanley sombrero de campeones sobre Mark Bavis y nombres de Bailey en el Memorial. Krasne visitó el Monumento Nacional a 11/9 en el mismo día que el desfile de los Reyes y se coloca la gorra Campeones Copa Stanley entre sus nombres y tuiteó: "Como fan de los reyes en Nueva York, no podía dejar que Marcos Bavis o Ace Bailey.